# حيز شدقي
الحيز الشدقي أو فراغ الفم (بالإنجليزية: Buccal space)‏ هو أحد الحيزات اللفافية في الرأس والرقبة (أحيانا يطلق عليها أيضا الحيزات النسيجية اللفافية أو حيزات الأنسجة).
هو حيز كامن في الخد، ويتصل كل جانب للحيز مع الآخر (أي أن الجانب الأيمن يتصل مع الجانب الأيسر): الحيز الشدقي يقع سطحيا إلى العضلات المبوقة وعميقا بالنسبة للعضلة الجلدية للعنق والجلد. الحيز الشدقي هو جزء من الحيز تحت الجلدي، الذي يمتد من الرأس إلى أخمص القدمين.

## الهياكل

### الحدود
حدود كل من الحيزين الفكيين كالتالي:
- الحد الأمامي: زاوية الفم
- الحد الخلفي: العضلة الماضغة
- الحد العلوي: الناتئ الوجهي للعظم الفكي العلوي والعضلة الوجنية.
- الحد السفلي: العضلة الخافضة لزاوية الفم
- الحد الانسي: العضلة المبوقة
- الحد الوحشي: عضلة العنق الجلدية.

### الاتصالات
- من الخلف تتصل مع الحيز الجناحي الفكي، ومع الحيز تحت صدغي، ومع الحيز تحت ماضغة أو حتى يمكن أن تتصل بالحيز البلعومي الوحشي
- من الأعلى الحيز النابي.

## الوظيفة
في الحالات السليمة الحيز يحتوي على:
- وسادة دهنية شدقية[3]
- قناة نكفية[3]
- الوريد والشريان الوجهي الأمامي
- الوريد والشريان الوجهي المستعرض.

## الأهمية السريرية

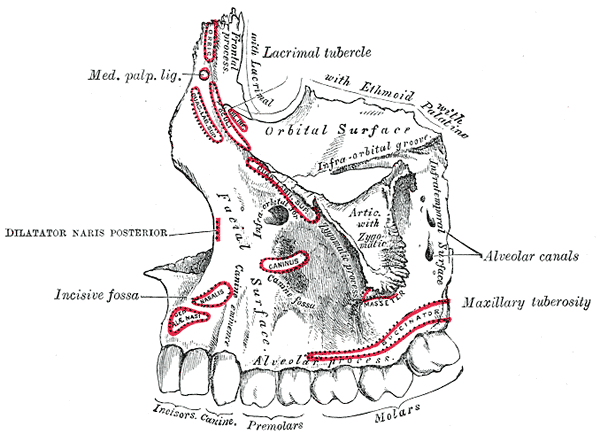
الصورة تظهر منشأ الجزء العلوي للعضلة المبوقة إلى الفك العلوي

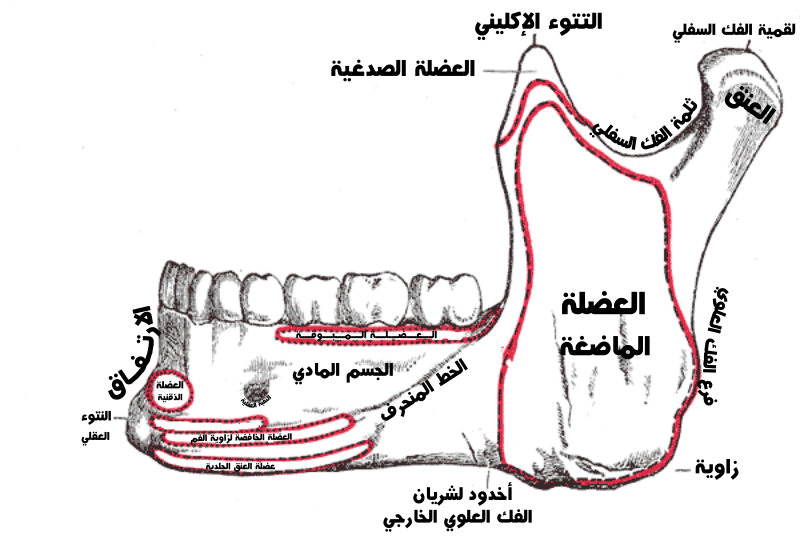
يظهر هنا المنشأ للجزء السفلي للعضلة المبوقة في السطح الوحشي للفك السفلي

يمكن أن ينشأ ورم دموي في الحيز الشدقي، على سبيل المثال بسبب نزيف ناتج عن عملية جراحية لضرس العقل. التقيحات (الخراج) في الحيز الشدقي عادة ما تسبب تورم وجيني في الخد الذي قد يمتد من القوس الوجيني إلى الحد السفلي من الفك السفلي أدناه، ومن الحد الأمامي: العضلة الماضغة إلى الخلف وزاوية الفم إلى الأمام. تبقى الأنسجة حول العين غير منتفخة، إلا في حالة تعرض حيز آخر للتقرح. عادة ما يتم علاجها عن طريق القطع الجراحي والتصريف (drainage)، والقطع يتموضع داخل الفم لتجنب تكون ندبة على الوجه. يتم القطع تحت الحليمة النكفية لتجنب الأضرار التي يمكن أن تلحق بالقناة النكفية ، وباستخدام الملاقط يتم تقسيم العضلة المبوقة وإدراج منزخ إلى الحيز الشدقي جراحيا. يتم الاحتفاظ بللمنزح في مكانه لفترة متفاوتة من الوقت بعد إجراء العملية.
خراجات الحيز الشدقي طويلة المدى تميل إلى تنزيخ تلقائي عبر أحد الجيوب الجلدية في أسفل الحيز، وبالقرب من الحد السفلي من الفك السفلي ومن زاوية الفم. الجيب الجلدي غير المعالج يمكن أن يسبب تشوه تليفي في الأنسجة الرخوة، والمسلك يمكن أن يصبح مبطنا نسيجيا.

### عدوى سنية المنشأ

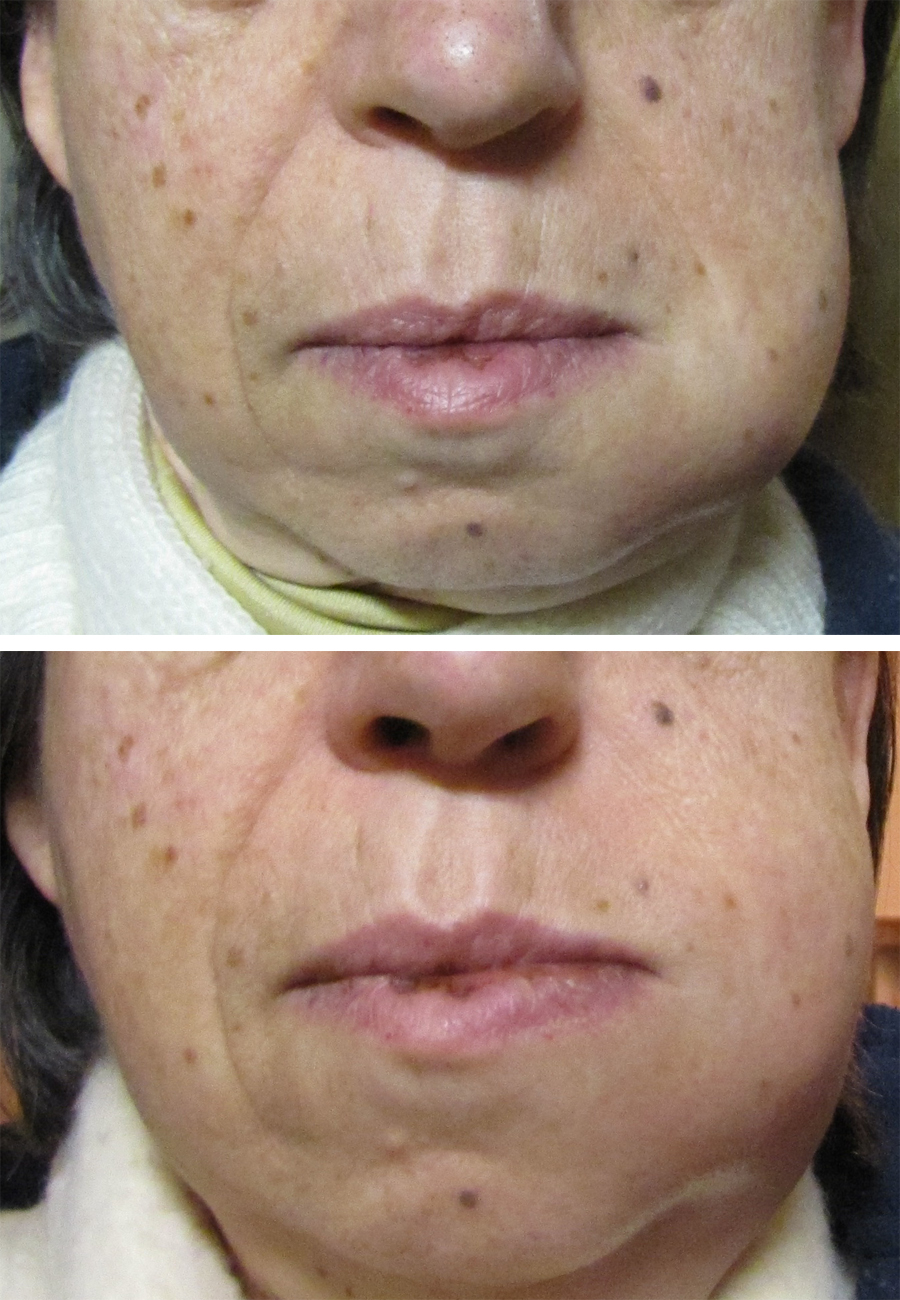
خراج ناشئ من أحد الأسنان الذي انتشر إلى الحيز الشدقي. في الأعلى تشوه في الخد في اليوم الثاني، وفي الاسفل تشوه في اليوم الثالث.

في بعض الأحيان يذكر الحيز الشدقي على أنه الأكثر شيوعا بين خراجات الأسنان التي تصيب الحيزات اللفافية، لكن بعض المصادر ترجح أن خراج الحيز تحت الفك السفلي هو الأكثر شيوعا. العدوى التي يكون منشؤها إما أسنان الفك العلوي أو الفك السفلي يمكن أن تنتشر في الحيز الشدقي، عادة ما تكون أضراس الفك العلوي (الأكثر شيوعا) و ضواحك الفك السفلي. العدوى السنية المنشأ التي تؤدي إلى تآكل الصفيحة القشرية الشدقية للفك السفلي أو للفك العلوي قد تنتشر إلى الدهليز الشدقي وتتصرف داخل الفم، أو قد تنتشر إلى الحيز الشدقي اعتمادًا على مستوى الثقب الذي يحدده مدى ملامسة العضلة المبوقة للفك العلوي أعلاه والفك السفلي أدناه (انظر الرسوم البيانية). كثيرًا ما تنتشر العدوى في كلا الجهتين حيث أن العضلة المبوقة ليست إلا حاجزا جزئيا. العدوى المرتبطة مع أسنان الفك السفلي ذات القمم في مستوى سفلي من التلاصق، وأسنان الفك العلوي ذات القمم على مستوى فوق التلاصق من المرجح أن تصيب الحيز الشدقي.